# Andrea Rothfuss
Andrea Rothfuss (Freudenstadt, 20 ottobre 1989) è una sciatrice alpina tedesca, vincitrice di tredici medaglie ai Giochi paralimpici invernali.

## Biografia
Rothfuss è nata senza la mano sinistra. Entrata a far parte dello Skiclub Lossburg in Germania all'età di sei anni, dopo le Paralimpiadi invernali del 1998 a Nagano ha deciso un giorno di volevo partecipare.
Nel 2019 ha iniziato a lavorare come doganiere per il Servizio doganale federale (Bundeszollverwaltung) in Germania, dato che la flessibilità del lavoro le consente l'integrazione con i suoi orari di allenamento.

## Carriera
Tesserata del club tedesco VSG Mitteltal e allenata in nazionale da Justus Wolf, ha debuttato a livello internazionale a Steamboat Springs (Colorado) nel 2004.
Ha sciato ai Campionati mondiali di sci alpino IPC 2011. È stata la prima sciatrice a finire la discesa libera femminile in piedi e nella gara di slalom. È stata inoltre la seconda sciatrice a finire la supercombinata e la terza a finire nella gara di super G e nella gara di slalom gigante.
Alla cerimonia di apertura dei Giochi paralimpici invernali 2014 a Sochi, è stata portabandiera della Germania.
Per una frattura alla caviglia sinistra, ha dovuo saltato la fine di stagione 2015/16. È poi tornata tornata ad allenarsi a settembre 2016; ai Mondiali di Espot 2023 ha vinto la medaglia d'argento nel supergigante e nello slalom gigante, quella di bronzo nello slalom speciale e si è classificata 4ª nella discesa libera e 5ª nella combinata.

## Palmarès

### Paralimpiadi
- 13 medaglie:
  - 1 oro (slalom speciale a Soči 2014)
  - 9 argenti (slalom gigante a Torino 2006; slalom speciale e slalom gigante a Vancouver 2010; supercombinata e slalom gigante a Soči 2014; discesa libera, superG, supercombinata e slalom gigante a Pyeongchang 2018)
  - 3 bronzi (superG e discesa Libera a Vancouver 2010; slalom a Pyeongchang 2018; slalom gigante a Pechino 2022)

### Mondiali
- 27 medaglie:
  - 5 ori (squadra a Pyeongchang 2009; discesa libera e slalom speciale a Sestriere 2011; slalom gigante e slalom speciale a Tarvisio 2017)
  - 14 argenti (supercombinata e squadra a Sestriere	2011; discesa libera, slalom gigante, slalom speciale e supercombinata e squadra a La Molina 2013; discesa libera, slalom gigante, supergigante e supercombinata e squadra a Panorama 2015; discesa libera e supercombinata a Tarvisio 2017; supergigante, slalom gigante a Espot 2023)
  - 8 bronzi (discesa libera, slalom gigante, slalom speciale e supercombinata a Pyeongchang 2009; supergigante e slalom gigante a Sestriere 2011; supergigante a Tarvisio 2017; slalom speciale a Espot 2023)

## Premi e riconoscimenti
- Silbernes Lorbeerblatt (2014)[1]
- Sportiva tedesca dell'anno (2011)
- Atleta paralimpica donna dell'anno (2009)